# У Цзинбяо
У Цзинбя́о (кит. упр. 吴景彪, пиньинь Wú Jǐngbiāo, род. 10 января 1989) — китайский тяжелоатлет, призёр Олимпийских игр.

## Биография
У Цзинбяо родился в 1989 году в Наньпине провинции Фуцзянь. В возрасте одиннадцати лет занялся тяжёлой атлетикой, и в 2004 году стал чемпионом КНР среди юниоров. В 2009 году на 11-й Спартакиаде народов КНР он завоевал бронзовую медаль в весовой категории до 56 кг и серебряную медаль чемпионата мира. В 2010 году он стал чемпионом Азиатских игр и чемпионом мира. В 2011 году У Цзинбяо опять выиграл золотую медаль чемпионата мира, а в 2012 завоевал серебряную медаль Олимпийских игр. Завоевав на олимпиаде второе место, в прямом эфире китайского телевидения принес извинения перед нацией и разрыдался.
21 ноября 2015 года на чемпионате мира в Хьюстоне установил мировой рекорд в рывке — 139 кг. Там же, в соревновании с северокорейским спортсменом Ом Юн Чхолем, он поднял по сумме одинаковый вес (302 кг), однако проиграл ему по массе тела и занял второе место.